# Vandtankvogn
Vandtankvognen eller blot tankvognen er en brandbil i form af en tankvogn, der medbringer store mængder vand til brandstedet. Da den har egen pumpe kan den forsyne andre køretøjer eller selv foretage brandslukning ved hjælp af en vandkanon. Den bemandes med to brandmænd
I Danmark har Beredskabsstyrelsen fastsat et minimumskrav på 6.000 liter vand – i praksis der medbringes gerne 8.000 liter – i Bredebro har man endda en med 22000 liter muligvis Dk's  største .
I mange kommuner er tankvognen udstyret ud over lovens minimumskrav, så den mere eller mindre kan fungere som et selvstændigt slukningskøretøj. Dette sker f.eks. ved placering af dyser på køretøjet eller forskelligt materiel til komplette slangeudlægninger. Således har støttepunktet i Aalborg en tankvogn med dyser på siderne til indsats i klitter og plantager.
Eksempelvis ved indsatser med væltede olietankvogne kan dens store vandforsyning komme til sin ret ved, at man ved hjælp af vandkanon og skumvæske udlægger et tykt lag skum, som forhindrer luftens ilt at gå i forbindelse med den udstrømmende væske og forårsage brand eller eksplosion.
Ved store brande i landområder uden fast vandforsyning i form af åer, søer eller lignende lader man flere tankvogne køre i fast pendulfart mellem brandstedet og den faste vandforsyning. I landområder tilkalder man ofte nabobrandvæsenets tankvogne ved større indsatser, i stedet for at hvert brandvæsen skal have adskillige tankvogne holdende for selv at kunne klare ekstreme behov. Visse steder er der dog ikke tilgængelige tankvogne nok til at klare et "worst case scenario", og man vælger at ty til andre opfindsomme løsninger, blandt andet har man på Bornholm i meget tørre somre opfordret til at landmænd fyldte deres gyllevogne med vand, som kunne bruges til supplement ved mark- og skovbrande. En traktor er ganske vist langsommere, men til gengæld kan der findes mange af dem, og de kan desuden køre i svært tilgængeligt terræn. Her kan man så enten pumpe vandet fra gyllevognen over i en autosprøjte eller tankbil, eller man kan – med visse modeller – direkte slukke med gyllesprederen, eksempelvis ved at bakke mod en brændende flade med pumpen i drift.

## Lignende køretøjer
Man er særligt blandt beredskaber drevet af Falck i Danmark begyndt at fusionere vandtankvognen med visse andre køretøjer. Dette er sket for at kunne gøre vandtankvognen til et mere alsidigt køretøj, der kan indsættes i mange forskellige situationer.

### Tanksprøjte
En tanksprøjte er en mellemting mellem en automobilsprøjte og tankvognen – den opbygges på to forskellige måder: Enten ved, at man blot udvider vandtanken om bord på en automobilsprøjte til f.eks. 5.000 liter. Eller ved at udvide førerhuset på en vandtankvogn og desuden oppakke den med slanger svarende til en automobilsprøje.
Dette kombinerer vandtankvognens store vandkapacitet med automobilsprøjtens alsidighed. Hermed kan man i højere grad foretage slukning inden det bliver nødvendigt at finde ny vandforsyning fra f.eks. en brandhane.

### Tanktender
Tanktenderen er en sammenbygning med slangetenderen, der er særligt anvendelig i landområder. Køretøjet er i stand til at udlægge slanger fra f.eks. en sø og derfra suge vand.
Fordelen er således, at køretøjet ikke skal forlade brandstedet for at tanke op, når tanken er ved at være tom. Ulempen er dog i høj grad størrelsen, da en lastbil i sagens natur har sværere ved at forcere tærræn.

### Lifttankvogn
Lifttankvognen er en tankvogn med påbygget lift. På den måde kan kommunen undgå at investere i en drejestige. I Danmark blev den første leveret til Falck i Dronninglund. Køretøjet er bygget på et Mercedes Actros 2644 chassis og kan medbringe 6.500 liter vand og med liften som er bygget med en kurv på en Palfinger PK 29002-kran. Liften har en rækkevidde på 25 m. hvilket svarer til lidt ældre drejestiger.

### Crashtender
Uddybende artikel: Crashtender
En crashtender en særlig brandbil, der anvendes i lufthavne primært til indsats ved flystyrt. Køretøjet medbringer store mængder vand og skumvæske, har kraftige undervognsdyser og op til flere vandkanoner. Herudover er den udstyret med en kraftig motor, så den kan foretage hurtig acceleration.
Princippet er, at en række crashtendere på afstand skal kunne slukke en brand i en flyvemaskine, samt udstrømmende flybrændstof.
Mange steder er tommelfingerreglen at et nedstyrtet fly skal kunne dækkes med skum inden for 90 sekunder.
Efterhånden er man også begyndt at lade disse køretøjer løse mere "almindelige" opgaver, hvis der opstår brand i en bygning på lufthavnens område.